# SMS Württemberg (1878)
El SMS Württemberg fue una de las fragatas acorazadas de la clase Sachsen de la Armada Imperial alemana. Sus buques gemelos fueron el Sachsen, Bayern y Baden. El Württemberg se construyó en el astillero AG Vulcan en Stettin entre 1876 y 1881, entrando en servicio en la Armada Imperial en agosto de 1881. Estaba armado con una batería principal de seis cañones de 26 cm (10,2 pulgadas) en dos barbetas abiertas.
Tras su puesta en servicio, el Württemberg sirvió con la flota en numerosos ejercicios de entrenamiento y cruceros. Participó en varios cruceros escoltando al Kaiser Guillermo II en visitas de estado a Gran Bretaña y a varias ciudades del mar Báltico a finales de la década de 1880 y principios de la de 1890. Durante 1898-1899, el barco fue modernizado en el astillero Kaiserliche Werft Kiel; sirvió durante otros siete años con la flota antes de ser retirado del servicio activo en 1906. Posteriormente se utilizó en una variedad de funciones secundarias, hasta que fue vendido en 1920 y desguazado, tras la derrota alemana en la Primera Guerra Mundial.